# 罗贝尔特索恩佩特
罗贝尔特索恩佩特（Robertson Pet），是印度卡纳塔克邦Kolar县的一个城镇。总人口141294（2001年）。

## 人口
该地2001年总人口141294人，其中男性70568人，女性70726人；0—6岁人口14141人，其中男7358人，女6783人；识字率80.95%，其中男性为85.08%，女性为76.82%。